# Massimo Bontempelli (storico)
Massimo Bontempelli (Pisa, 26 gennaio 1946 – Pisa, 31 luglio 2011) è stato uno storico e filosofo italiano.

## Biografia
Nato a Pisa nel 1946, dopo il conseguimento della laurea in filosofia del diritto si dedica all'insegnamento negli istituti superiori. All'attività didattica coniuga una cospicua opera di realizzazione di manuali scolastici dedicati all'insegnamento della storia e della filosofia.
Storico di impostazione marxiana, realizza i suoi più importanti contributi originali imperniando lo studio dei processi storici attorno alla categoria di "modo di produzione". Analizza le strutture sociali entro i modi di produzione neolitico, nomade-pastorale, prativo-campestre, antico-orientale, asiatico, africano, mesoamericano, schiavistico, colonico, feudale e capitalistico, realizzando su queste basi una originale rielaborazione del materialismo storico. Rilevante è la sua interpretazione della figura storica di Gesù, ricostruita a partire dalla analisi dell'economia pianificata del modo di produzione antico-orientale palestinese, attraverso una indagine filologica della letteratura evangelica. 
Come storico della filosofia ha approfondito nella produzione monografica il pensiero eracliteo, platonico, neoplatonico e la dialettica hegeliana. In questo quadro filosofico Bontempelli muove dalla analisi critica delle forme di nichilismo contemporaneo per approdare ad un tentativo di rifondazione degli orizzonti di senso dell'esistenza umana. Il nucleo concettuale di questa filosofia ruota attorno al tema della natura umana, indagata alla luce di una prospettiva trascendentale che si colloca al di là del dualismo fra empirismo e trascendenza: i principi ultimativi della morale hanno fondamento, in chiave ontoassiologica, nella fragilità umana intesa come dimensione trascendentale poiché costitutiva dell'umanità di ogni uomo. 
Negli ultimi anni di vita si dedica alla critica della sinistra politica, al confronto fra la filosofia marxista e i temi della decrescita, e allo studio della storia italiana del Novecento.

## Opere

### Manuali scolastici
Storia:
- Il senso della storia antica. Itinerari e ipotesi di studio. (2 voll.), con Ettore Bruni, Milano, Trevisini, 1978.
- Antiche strutture sociali mediterranee. (2 voll.), con Ettore Bruni, Milano, Trevisini, 1979.
- Storia e coscienza storica (3 voll.), con Ettore Bruni, Milano, Trevisini, 1983.
- Storia (3 voll.), con Ettore Bruni, Milano, Trevisini, 1984. [Per il triennio]
- Civiltà e strutture sociali dall'antichità al medioevo (2 voll.), con Ettore Bruni, Milano, Trevisini, 1984.
- Antiche civiltà e loro documenti (3 voll.), con Ettore Bruni, Milano, Trevisini, 1993.
- Civiltà storiche e loro documenti (3 voll.), con Ettore Bruni, Milano, Trevisini, 1994
- Storia e coscienza storica. (nuova edizione, 3 voll.), con Ettore Bruni, Milano, Trevisini, 1998. [Per il triennio]

Filosofia: 
- Il senso dell'essere nelle culture occidentali (3 voll.), con Fabio Bentivoglio, Milano, Trevisini, 1992.
- Il tempo della filosofia (3 voll.), con Fabio Bentivoglio, Napoli, Istituto Italiano per gli Studi Filosofici PRESS, 2011. [riedito nel 2016 in versione aggiornata dalle edizioni Accademia Vivarium Novum]

### Saggi e monografie
- Eraclito e noi, Milazzo, Spes, 1989.
- Percorsi di verità della dialettica antica, con Fabio Bentivoglio, Milazzo, Spes, 1996.
- Nichilismo, verità, storia, con Costanzo Preve, Pistoia, CRT, 1997.
- Gesù. Uomo nella storia, Dio nel pensiero, con Costanzo Preve, Pistoia, CRT, 1997.
- La conoscenza del bene e del male, Pistoia, CRT, 1998.
- La disgregazione futura del capitalismo mondializzato, Pistoia, CRT, 1998.
- Tempo e memoria, Pistoia, CRT, 1999.
- Filosofia e realtà. Saggio sul concetto di realtà in Hegel e sul nichilismo contemporaneo, con prefazione di Costanzo Preve, Pistoia, CRT, 2000. [ristampato nel 2020 dalla casa editrice Petite Plaisance]
- L'agonia della scuola italiana, Pistoia, CRT, 2000.
- Eraclito e noi. La modernità attraverso il prisma interpretativo eracliteo, CRT, 2000.
- Diciamoci la verità, "Koiné" n.6, Pistoia, CRT, 2000.
- Le sinistre nel capitalismo globalizzato, Pistoia, CRT, 2001.
- Un nuovo asse culturale per la scuola italiana, CRT, Pistoia 2001.
- L'arbitrarismo della circolazione autoveicolare, Pistoia, CRT, 2001.
- Il sintomo e la malattia. Una riflessione sull'ambiente di Bin Laden e su quello di Bush, con Carmine Fiorillo, Pistoia, CRT, 2001 [ristampato nel 2017 dalla casa editrice Petite Plaisance]
- Diciamoci la verità, CRT, Pistoia 2001.
- Il respiro del Novecento. Percorso di storia del XX secolo. 1914-1945, Pistoia, CRT, 2002.
- Il mistero della sinistra, con Marino Badiale, Genova, Graphos, 2005.
- La Resistenza Italiana. Dall'8 settembre al 25 aprile. Storia della guerra di liberazione, Cagliari, CUEC, 2006.
- La sinistra rivelata, con Marino Badiale, Bolsena, Massari, 2007.
- Il Sessantotto. Un anno ancora da scoprire, Cagliari, CUEC, 2008. [ristampato nel 2018]
- Civiltà occidentale, con Marino Badiale, prefazione di Franco Cardini, Genova, Il Canneto, 2010.
- Marx e la decrescita, con Marino Badiale, Trieste, Abiblio, 2011.
- Platone e i preplatonici. Morale e paideia in Grecia, con Fabio Bentivoglio, introduzione di Antonio Gargano, Napoli, Istituto Italiano per gli Studi Filosofici PRESS, 2011.
- Un pensiero presente. 1999-2010: scritti di Massimo Bontempelli su Indipendenza, Roma, Indipendenza - Editore Francesco Labonia, 2014.
- Capitalismo globalizzato e scuola, con Fabio Bentivoglio, Roma, Indipendenza - Editore Francesco Labonia, 2014.
- La sfida politica della decrescita, con Marino Badiale, prefazione di Serge Latouche, Roma, Aracne, 2014.
- Gesù di Nazareth, con prefazione di Marco Vannini, Pistoia, Petite Plaisance, 2017.

### Saggi in opere collettanee
- (A cura di) Il respiro del Novecento, "Koiné" n.6, Pistoia, CRT, 1999
- (A cura di) Metamorfosi della scuola italiana, "Koiné" n.4, Pistoia, CRT, 2000
- (A cura di) Visioni di scuola. Buoni e cattivi maestri, "Koiné" n.5, Pistoia, CRT, 2000
- (A cura di) Scienza, cultura, filosofia, "Koiné" n.8, con Lucio Russo e Marino Badiale, Pistoia, CRT, 2002.
- I cattivi maestri, in I Forchettoni Rossi, a cura di Roberto Massari, Bolsena, Massari, 2007.